# Paolo Olmi
Paolo Olmi (Terni, 23 de maig de 1954) és un director d'orquestra italià.
Va començar la seva carrera el 1979 com a director d'orquestra. A l'escenari operístic, primer va dirigir al Teatro Communale de Bolonya i després als principals escenaris de tot el món. En particular, va dirigir Mosè in Egitto a Roma i Múnic i va guanyar el premi a la Millor Òpera de l'Any per la seva producció de Guillaume Tell al Théâtre des Champs-Élysées.
A Itàlia, ha actuat al Teatre Carlo Felice de Gènova, a l'Arena de Verona; a Londres, al Royal Festival Hall i al Covent Garden; a Catalunya al Gran Teatre del Liceu.
Va dirigir Les noces de Fígaro a Lió i moltes obres a Estrasburg. També ha estat convidat habitualment a la Deutsche Oper de Berlín des del 1992. El 2000 va dirigir Aida a la inauguració del Teatre de Shanghai. Des del 2006 fins a finals del 2010 és director musical de l'Òpera Nacional de Lorena i de l'Orquestra Simfònica i Lírica de Nancy. És director musical de l'Orquestra Simfònica de Joves Músics, fundada el 2007 i formada per 100 joves músics.